# Cristhoper Zambrano
Cristhoper Douglas Zambrano Méndez (Guayaquil, 5 luglio 2004) è un calciatore ecuadoriano, attaccante dell'Aucas.

## Carriera

### Club
È cresciuto nel settore giovanile dell'Aucas, con cui ha debuttato il 18 aprile 2021 nell'incontro di Serie A perso 3-1 contro l'Olmedo. Nella seconda metà del 2023 è stato promosso stabilmente in prima squadra ed il 30 novembre 2024 ha segnato il suo primo gol nella trasferta vinta 2-1 contro l'Imbabura.

### Nazionale
Nel 2023 è stato convocato dalla nazionale Under-20 ecuadoriana per il campionato sudamericano e per il campionato mondiale di categoria.
In seguito ha giocato anche nella nazionale ecuadoriana Under-23.

## Statistiche

### Presenze e reti nei club
Statistiche aggiornate al 20 aprile 2025.
| Stagione        | Squadra         | Campionato      | Campionato | Campionato | Coppe nazionali | Coppe nazionali | Coppe nazionali | Coppe continentali | Coppe continentali | Coppe continentali | Altre coppe | Altre coppe | Altre coppe | Totale | Totale |
| Stagione        | Squadra         | Comp            | Pres       | Reti       | Comp            | Pres            | Reti            | Comp               | Pres               | Reti               | Comp        | Pres        | Reti        | Pres   | Reti   |
| --------------- | --------------- | --------------- | ---------- | ---------- | --------------- | --------------- | --------------- | ------------------ | ------------------ | ------------------ | ----------- | ----------- | ----------- | ------ | ------ |
| 2021            | Aucas           | A               | 1          | 0          | -               | -               | -               | -                  | -                  | -                  | -           | -           | -           | 1      | 0      |
| 2022            | Aucas           | A               | 0          | 0          | -               | -               | -               | -                  | -                  | -                  | -           | -           | -           | 0      | 0      |
| 2023            | Aucas           | A               | 7          | 0          | -               | -               | -               | CL                 | 0                  | 0                  | -           | -           | -           | 7      | 0      |
| 2024            | Aucas           | A               | 12         | 1          | -               | -               | -               | CL                 | 1                  | 0                  | -           | -           | -           | 13     | 1      |
| 2025            | Aucas           | A               | 5          | 0          | -               | -               | -               | CS                 | 0                  | 0                  | -           | -           | -           | 5      | 0      |
| Totale carriera | Totale carriera | Totale carriera | 25         | 1          |                 | -               | -               |                    | 1                  | 0                  |             | -           | -           | 26     | 1      |

## Palmarès

### Club

#### Competizioni nazionali
- Campionato ecuadoriano: 1

Aucas: 2022